# Doucier

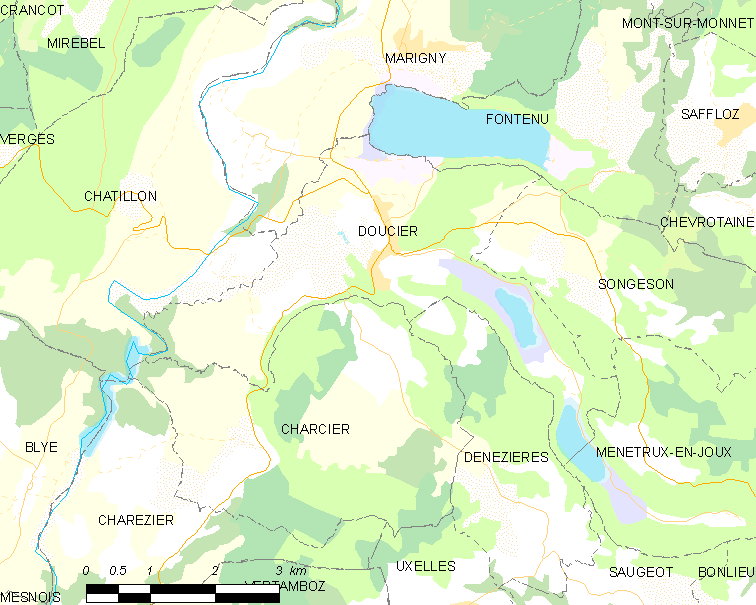

Doucier ist eine französische Gemeinde im Département Jura in der Region Bourgogne-Franche-Comté.

## Geographie
Doucier liegt auf 528 m, etwa 17 Kilometer östlich der Stadt Lons-le-Saunier (Luftlinie). Das Straßenzeilendorf erstreckt sich im Jura, in der Senke der Combe d’Ain, am östlichen Rand des breiten Ain-Tals am Fuß der Hochplateaus von Champagnole, südlich des Lac de Chalain.
Die Fläche des 12,52 km² großen Gemeindegebiets umfasst einen Abschnitt des französischen Juras. Der westliche Teil des Gebietes wird von der breiten Ebene östlich des Ain eingenommen, die durchschnittlich auf 500 m liegt. Die nördliche Grenze verläuft dabei entlang dem Ufer des Lac de Chalain, das von einem Sumpfgürtel gesäumt wird. Entwässert wird das Plateau durch den Hérisson nach Westen zum Ain. Im äußersten Westen reicht der Gemeindeboden bis an den Ain, der hier zur Stromerzeugung aufgestaut ist. 
Östlich an Doucier schließt eine rund 80 m hohe Geländestufe an, die zum Hochplateau des Bois de la Frate (613 m) überleitet. Mit einem langen schmalen Zipfel erstreckt sich das Gemeindeareal nach Südosten und umfasst dabei das in das Hochplateau von Champagnole eingeschnittene Tal des Hérisson mit den beiden Seen Lac de Chambly und Lac du Val. Der Fluss besitzt einen rund 700 m breiten, flachen Talboden. Auf beiden Seiten steigen steile, bis zu 150 m hohe Hänge an, die bewaldet sind und im Bereich der Oberkante teilweise von Felswänden überragt werden. Die heutige Talform entstand während der Eiszeit durch Gletschererosion entlang einer bereits bestehenden Talkerbe. Die Grenze verläuft jeweils oberhalb des Steilabfalls zum Hérisson-Tal. Mit 635 m wird am Rand des Hochplateaus die höchste Erhebung von Doucier erreicht.
Zu Doucier gehören neben dem eigentlichen Ort auch mehrere Weiler und Einzelhöfe, darunter:
- Collondon (530 m) auf einem Plateau am östlichen Rand der Combe d’Ain
- Chambly (505 m) im Hérisson-Tal am Nordrand des Lac du Val

Nachbargemeinden von Doucier sind Marigny und Fontenu im Norden, Songeson und Menétrux-en-Joux im Osten, Denezières und Charcier im Süden sowie Châtillon im Westen.

## Geschichte
Die Region um den Lac de Chalain war bereits während des Neolithikums, der Bronzezeit und der gallorömischen Zeit bewohnt. Erstmals urkundlich erwähnt wird Doucier im 12. Jahrhundert. Zusammen mit der Franche-Comté gelangte das Dorf mit dem Frieden von Nimwegen 1678 an Frankreich. 
Zu Gebietsveränderungen kam es im frühen 19. Jahrhundert: 1815 wurde zunächst das vorher selbständige Collondon nach Doucier eingemeindet. Im gleichen Jahr fusionierten Vaux-de-Chambly und Chambly zu einer Gemeinde. 1821 wurde diese Gemeinde wieder aufgeteilt; Chambly wurde nach Doucier eingemeindet, während das ehemalige Gebiet von Vaux-de-Chambly mit Menétrux-en-Joux zusammengelegt wurde.

## Sehenswürdigkeiten

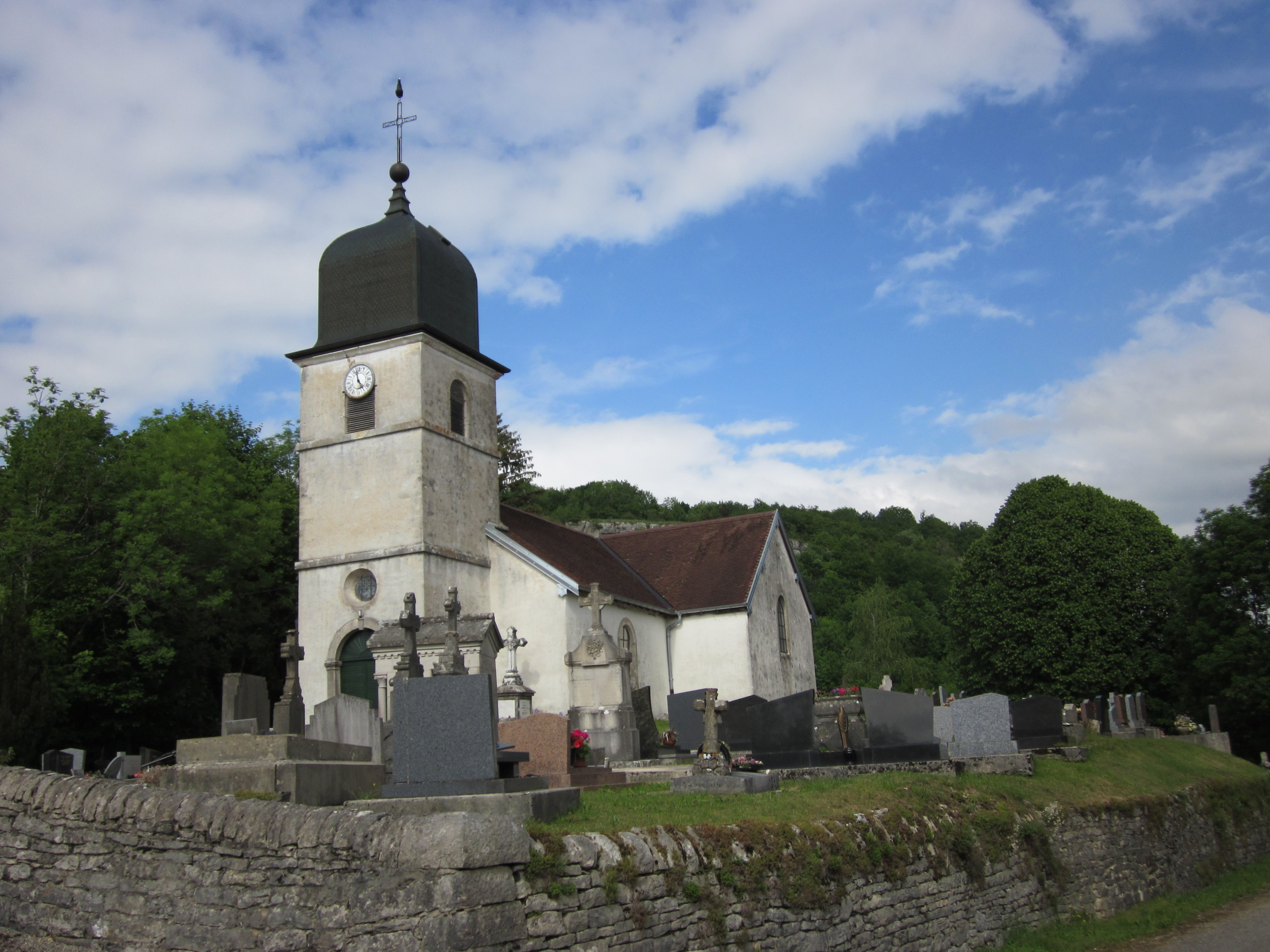
Kirche St. Joseph und Maria

Die Dorfkirche St. Joseph und Maria in Doucier wurde im 16. Jahrhundert erbaut und im 17. Jahrhundert verändert. Sie besitzt einen Teil des Chorgestühls aus der Kirche des ehemaligen Kartäuserklosters Bonlieu. Das Château de Collondon wurde 1653 errichtet. Zu den Natursehenswürdigkeiten zählen die drei nahe gelegenen Seen: Lac de Chalain, Lac de Chambly und Lac du Val.

## Bevölkerung
| Jahr                       | 1962 | 1968 | 1975 | 1982 | 1990 | 1999 | 2009 | 2018 |
| Einwohner                  | 242  | 224  | 192  | 202  | 231  | 270  | 296  | 289  |
| Quellen: Cassini und INSEE |      |      |      |      |      |      |      |      |

Mit 281 Einwohnern (Stand 1. Januar 2022) gehört Doucier zu den kleinen Gemeinden des Départements Jura. Nachdem die Einwohnerzahl in der ersten Hälfte des 20. Jahrhunderts markant abgenommen hatte (1886 wurden noch 437 Personen gezählt), wurde seit Mitte der 1970er Jahre wieder eine leichte Bevölkerungszunahme verzeichnet.

## Wirtschaft und Infrastruktur
Doucier war bis weit ins 20. Jahrhundert hinein ein vorwiegend durch die Landwirtschaft geprägtes Dorf. Daneben gibt es heute einige Betriebe des lokalen Kleingewerbes. Mittlerweile hat sich das Dorf auch zu einer Wohngemeinde gewandelt. Viele Erwerbstätige sind Wegpendler, die in den größeren Ortschaften der Umgebung ihrer Arbeit nachgehen.
Die Ortschaft liegt abseits der größeren Durchgangsstraßen an einer Departementsstraße, die von Clairvaux-les-Lacs nach Pont-du-Navoy führt. Weitere regionale Straßenverbindungen bestehen mit Lons-le-Saunier und La Chaux-du-Dombief.